# نهر (بالا لاريجان)
نهر (بالفارسية: نهر) هي قرية تقع في إيران في قسم بالا لاریجان الريفي. يقدر عدد سكانها بـ 45 نسمة بحسب إحصاء 2016.